# Philips-Crypto
Philips-Crypto was een zelfstandige BV binnen Philips die producten voor cryptografie ontwikkelde en vervaardigde met een vestiging in Eindhoven. Het bedrijf heeft bestaan van 1990-2003.
Philips-Crypto ontstond toen Philips zich in 1990 terugtrok op haar kernactiviteiten en Philips-USFA, als onderdeel van Hollandse Signaalapparaten, in 1990 verkocht aan Thomson-CSF (Frankrijk). De Nederlandse overheid had nog lopende contracten met Philips en eiste destijds dat het crypto-onderdeel van het bedrijf buiten de verkoopdeal zou worden gehouden.
Het bedrijf ontwikkelde beveiliging door middel van cryptografie voor industriële, zakelijke en militaire communicatiesystemen.
Reeds in 2000 werd geklaagd over een tegenvallende orderportefeuille en in 2003 sloot het bedrijf definitief zijn poorten. De activiteiten werden deels overgenomen door de firma Compumatica Secure Networks in Uden en Fox-IT in Delft.
Bij Philips-Crypto werkten ongeveer 60 mensen.